# Petrolisthes limicola
Petrolisthes limicola is een tienpotigensoort uit de familie van de Porcellanidae. De wetenschappelijke naam van de soort is voor het eerst geldig gepubliceerd in 1988 door Haig.